# Nathaniel Alexander
Nathaniel Alexander, född 5 mars 1756 i North Carolina, död 7 mars 1808 i Salisbury, North Carolina, var en amerikansk läkare och politiker (demokrat-republikan). Han var ledamot av USA:s representanthus 1803–1805 och North Carolinas guvernör 1805–1807.
Alexander utexaminerades 1776 från College of New Jersey (numera Princeton University) och tjänstgjorde som fältläkare i amerikanska revolutionskriget. Efter kriget arbetade han som läkare i South Carolina, varefter han återvände till North Carolina. Han var ledamot av North Carolinas senat 1801–1802 och tillträdde 1803 som ledamot av USA:s representanthus. I november 1805 avgick han som kongressledamot efter att ha vunnit guvernörsvalet. Alexander efterträdde sedan James Turner som guvernör och efterträddes 1807 av Benjamin Williams. Redan följande år avled han i Salisbury och gravsattes på Settler's Cemetery i Charlotte.